# Образы и маски
«О́бразы и ма́ски» — дебютный альбом российской группы Abyssphere, переиздание которого вышло в 2008 году под названием «Images and Masks».

## История
Демоальбом записывался с 2004 по 2005 год. 22 февраля 2005 года был выпущен демоальбом «Образы и маски». Позже по отдельности вышли ещё демоверсии песен с альбома.
1 февраля 2008 года на лейбле «Endless Desperation» вышло переиздание альбома под названием «Images and Masks».

## Список композиций

### «Images and Masks» (переиздание 2008 года)
| №  | Название                       | Текст песни         | Длительность |
| -- | ------------------------------ | ------------------- | ------------ |
| 1. | «О ней»                        | Константин Цыганков | 7:01         |
| 2. | «Театр одного актёра»          | Александр Яковлев   | 5:28         |
| 3. | «Грядёт новый век»             | Александр Яковлев   | 6:34         |
| 4. | «Шкатулка»                     | Александр Яковлев   | 3:56         |
| 5. | «Ангел»                        | Александр Яковлев   | 5:18         |
| 6. | «Мир стекла»                   | Александр Яковлев   | 5:16         |
| 7. | «В последний раз»              | Александр Яковлев   | 6:02         |
| 8. | «Последняя искра» (Нет смысла) | Александр Яковлев   | 3:21         |

### «Образы и маски» (демоальбом 2005)
| №  | Название              | Текст песни         | Длительность |
| -- | --------------------- | ------------------- | ------------ |
| 1. | «Мир стекла»          | Александр Яковлев   | 4:38         |
| 2. | «Театр одного актёра» | Александр Яковлев   | 5:31         |
| 3. | «Последняя искра»     | Александр Яковлев   | 3:23         |
| 4. | «Шкатулка»            | Александр Яковлев   | 3:59         |
| 5. | «О ней…»              | Константин Цыганков | 7:20         |

Кроме этого, после выхода демоальбома из 5 песен 22 февраля 2005 года, было выложено ещё несколько демозаписей с альбома, а также новые версии уже выложенных композиций:
| «Ангел»            | ???  | (дата неизвестна) |
| «Мир стекла»       | 5:14 | (14.06.2005)      |
| «Шкатулка»         | 3:55 | (01.04.2005)      |
| «В последний раз»  | 6:00 | (22.09.2005)      |
| «Ангел»            | 5:18 | (11.11.2005)      |
| «Грядёт новый век» | 6:31 | (15.12.2005)      |

## Участники записи
Группа Abyssphere
| Александр  | Яковлев  | — экстремальный вокал             |
| Константин | Цыганков | — чистый вокал, гитара, клавишные |
| Александр  | Михайлов | — гитара, клавишные               |
| Олег       | Сараев   | — бас-гитара                      |
| Михаил     | Попиков  | — скрипка                         |

Приглашённые музыканты
Кирилл Погоничев (Краденое Солнце) — ударные
Дополнительная информация
- Запись — Кирилл Погоничев, Дмитрий Розе (на студии «RP-Studio» в Санкт-Петербурге)
- Сведение, мастеринг — Кирилл Погоничев
- Лейбл — «Endless Desperation»

Примечания
1. ↑  Рецензия в журнале Dark City № 44, 2008 год, стр. 66
2. ↑  В 2008 году выпущено переиздание дебютного альбома Abyssphere — «Образы и маски». Дата обращения: 21 июля 2011. Архивировано из оригинала 24 декабря 2010 года.